# Anomis madida
Anomis madida là một loài bướm đêm trong họ Erebidae.